# Michael Nagy
Michael Nagy (* 28. Oktober 1976 in Stuttgart) ist ein deutscher Konzert-, Opern- und Oratoriensänger (Bariton) und Dirigent.

## Leben
Michael Nagy hat ungarische Vorfahren. Seine erste musikalische Ausbildung erhielt er bei den Stuttgarter Hymnus-Chorknaben. Er studierte Gesang bei Rudolf Piernay, Liedgestaltung bei Irwin Gage und Dirigieren bei Klaus Arp und Georg Grün. Ferner besuchte er Meisterkurse bei Charles Spencer und Cornelius L. Reid. Der Musikpädagoge Helmuth Rilling hat die Entwicklung des Sängers schon früh verfolgt und gefördert.
Als Sänger war er zunächst für zwei Spielzeiten im Ensemble der Komischen Oper Berlin tätig. Von 2006 bis 2011 war er in der Oper Frankfurt engagiert, wo er zahlreiche Rollen übernahm und als Hans Scholl in Udo Zimmermanns Weiße Rose, als Wolfram in Richard Wagners Tannhäuser, als Valentin in Charles Gounods Faust, als Jeletzki in Pjotr Iljitsch Tschaikowskis Pique Dame, als Marcello in Giacomo Puccinis La Bohème, als Albert in Jules Massenets Werther, als Frank und Fritz in Erich Wolfgang Korngolds Die tote Stadt, als Owen Wingrave in der gleichnamigen Fernsehoper von Benjamin Britten, als Jason in Aribert Reimanns Medea und als Notar Dr. Falke in Johann Strauss’ Fledermaus debütierte.
Gastengagements führten ihn unter anderem ins Opernhaus Oslo, an die Deutsche Oper Berlin, die Bayerische Staatsoper München, das Theater an der Wien (Titelrolle in Hans Heiling), die Dresdner Semperoper, das Opernhaus Zürich (zuletzt als Don Alfonso in Così fan tutte in der Inszenierung von Kirill Serebrennikov) und die Wiener Staatsoper.
Im Sommer 2011 debütierte er als Wolfram in Richard Wagners Tannhäuser bei den 100. Bayreuther Festspielen, und im März 2012 war er mit einem Liederabend im Deutschlandfunk zu hören. 2013 war er mit den Berliner Philharmonikern unter Simon Rattle als Papageno in Mozarts Zauberflöte zu hören, die auch in der Digital Concert Hall veröffentlicht wurde. 2016 war er neuerlich als Papageno zu erleben, am Hessischen Staatstheater Wiesbaden.
Im Februar 2017 übernahm Nagy an der Deutschen Oper Berlin die Titelrolle in einer Oper über Edward II. (Libretto nach Marlowe von Thomas Jonigk) (Musikalische Leitung: Thomas Søndergård, Inszenierung: Christof Loy).

## Preise
Michael Nagy war Bundespreisträger bei Jugend musiziert in den Bereichen Gesang und Liedbegleitung. 2004 gewann er zusammen mit der Pianistin Juliane Ruf den ersten Preis beim Internationalen Wettbewerb für Liedkunst der Internationalen Hugo-Wolf-Akademie in Stuttgart.